# Haplopelma hainanum
Haplopelma hainanum är en spindelart som först beskrevs av Liang et al. 1999.  Haplopelma hainanum ingår i släktet Haplopelma och familjen fågelspindlar. Inga underarter finns listade i Catalogue of Life.